# Галайбино
Гала́йбино (укр. Галайбине) – село, расположенное на территории Борзнянского района Черниговской области (Украина).
Население составляет 541 житель (2006 год).
Село Галайбино находится примерно в 18 км к северо-востоку от центра города Борзна. Средняя высота населённого пункта — 124 м над уровнем моря. Село находится в зоне умеренно континентального климата.
Национальный состав представлен преимущественно украинцами, конфессиональный состав — христианами.